# Nordalbingien
Nordalbingien (latinisering af det af saksere beboede område "nord for Elben") var i det 8. århundrede en del af det saksiske bosættelsesområde, der lå uden for Engern, Ostfalen og Westfalen. Det omfattede det meste af det senere grevskab og siden hertugdømme Holsten samt Hamborg. Det omfattede de tre saksiske områder Ditmarsken, Holsten, Stormarn. Mod nord udgjorde Ejderen grænsen, mod øst grænsede det op til områder bosatte af slaviske folkeslag, herunder obotritterne (hvoraf vagrierne udgjorde en del), hvilke havde allieret sig med Karl den Store og lå i krig med nordalbingerne. Gennem hele vikingetiden var området genstand for krigeriske begivenheder (afvekslende med korterevarende fredsperioder) med danskerne som den mest udfarende kraft i 800-tallet, mens billedet var omvendt i 900-tallet

## Karl den Stores fremrykning
Karl den Store havde i 772 igangsat erobringen af Sachsen. Fra de tre delstammer erfarede han første gang 775 om østsakserne under Hassio og siden om Engern under Bruno. I 776 overvandt han vestfalerne, hvis hersker Widukind imidlertid flygtede til "nordmannerne" (det er uklart om der her sigtes til danskerne eller nordalbingerne. Sidstnævnte kan være identiske med "nordleudi", der i 780 efter Karl den Stores felttog blev døbt i stort tal).
Selv efter underkuelsen af Widukind i 785 endte opstande og modstanden i det nordlige Sachsen ikke, især ikke i Wigmodien (trekantområdet ved Elben og Weser) samt nord for Elben. I 795 rykkede Karl den Store frem til Bardengan og slog lejr ved Lüne, senere Lüneburg, idet sakserne omkring Elbens udløb havde dræbt obotriterfyrsten Witzin; som hævn lod Karl udplyndre Bardengan samt egnen mellem Elben og Weser og tvang befolkningen til at stille hver tredje mand som gidsel. I 798 skete der et oprør blandt nordalbingerne, da de blev påtvunget kristendommen, og Karl rykkede frem til Minden ved Weser og hærgede på ny egnene mellem Elben og Weser. Det lykkedes Karls allierede, de slaviske obodriter, hvis fyrste var Drasco, og den frankiske legat Eburis at rette et flankeangreb mod nordalbingerne og nedkæmpede nordliudi ved Schwentine, men oprøret fortsatte, og mens Karl i 802 selv opholdt sig ved Eifel, sendte han en hær for at hærge egnen nord for Elben. Da uroen fortsatte, drog Karl den Store i 804 på ny med en hær mod wigmodier og nordalbingier, og mens han selv opholdt sig ved Hollenstedt syd for Harburg, tvangsforflyttede hans hær de besejrede med hustruer og børn til andre steder i Karolingerriget (Einhard taler i sin biografi om Karl den Store om 10.000 familier) og overlod de folketomme områder til obotriterne.

### Godfreds reaktion
Den danske konge Godfred lod samme år, 804, sin flåde og rytteri samles ved Sliestorp (Hedeby) for at true frankerne, og forhandlinger blev indledt mellem de to herskere.

### Frankiske borge opføres
I 808 sendte Karl den Store sin søn Karl den Yngre med en stor hær over Elben og lod opføre to strategiske kasteller ved Elben for at undertrykke de slaviske linoner og smeldinger. Samme år angreb Godfred obotriterne og lod opføre en vold fra Østersalt til Ejderen til sit riges forsvar (formentlig en del af det senere Dannevirke). Derefter kom det til nye forhandlinger mellem den frankiske kejser og danerkongen, og en fredstilstand indtrådte. Men den 15. marts 809 lod Karl opføre en strategisk borg i den sydlige del af Nordalbingien så langt oppe ad floden Stør, som tidevandet mærkedes, Esesfeld (Itzehoe), og som reaktion herpå lod Godfred sende en flåde på 200 skibe til Frisland for at "tage skat" af befolkningen og truede med at opsøge kejseren i dennes hovedstad og erklærede både frisere og nordalbingere som sine undersåtter. Truslen drev over, da Godfred blev myrdet i 811, og hans efterfølgere sluttede fred.
I 815 blev freden på ny brudt, da frankerne sammen med obotritterne rykkede over Ejderen og efter 7 dages marsch slog lejr et sted ved havet: men den danske flåde hindrede dem i overfart til en nærliggende ø, og de måtte trække sig tilbage efter at have hærget egnen og taget 40 gidsler.

## Danskernes og obotriternes modstød
Frankerne gav ikke obotriterne noget til gengæld for deres støtte ved angrebet og tog endda magten fra dem i Nordalbingien og overdrog den til frankiske grever, hvorefter obotriterne besluttede at stoppe samarbejdet med dem og i stedet søgte forbund med danskerne. Det nye forbund fik til mål at tage magten i Nordalbingien. En dansk flåde sejlede op ad Elben til Stør og op ad denne flod til Itzehoe, den danske grænsejarl Gluomi drog over land og fra øst rykkede obotriterne ind. Som følge af borgens besætnings modstand måtte belejringen dog opgives fra de allieredes side, og den obotritiske fyrste Slawomir blev taget til fange i Aachen og afsat.

## Frankisk missionsvirksomhed og kong Horiks modspil
Efter dette blev der på ny fred mellem frankere og danskere, og frankerne forsøgte i stedet ad fredelig vej at missionere blandt danskerne: i 823 kom ærkebiskop Ebo til Danmark med et følge, missionerede og døbte. Da Godfreds sønner i 826 fordrev medkongen Harald, søgte denne til kejseren, lod sig døbe og modtog et len af kejseren (ifølge en frankisk årbog Rüstringen ved Weser i Frisland). Ifølge en kilde skal Karl den Store have haft planer om at oprette et bispedømme i Nordalbingien under præsten Heridag, men som følge af præstens død blev disse planer ikke til noget, og under kejser Ludvig blev området lagt under bispedømmet Bremen-Verden. Først i 831 blev Ansgar udnævnt til ærkebisp og både Nordalbingien og Norden udlagt som missionsmark; hovedsædet blev Hammaburg (Hamborg). Men freden varede ikke ved: i 838 sendte den danske konge Horik 1. bud til kejseren og krævede, at denne skulle afstå Frisland og obotriternes land, hvilket den frankiske kejser opfattede som en frækhed.
Midten af 800-tallet blev vikingetogternes store tid: i 845 sendte kong Horik en flåde på 600 op ad Elben og lod Hamborg udplyndre, og ærkebispen måtte flygte (Ansgar tog først ophold på en ejendom Ramesloh i bispedømmet Verden, som en from kvinde overlod ham og fik der efter bispedømmet Bremen, hvilket stred imod kirkeretten. Som følge heraf blev de to bispedømmer forenede i ærkebispedømmet Hamborg-Bremen). På samme tid fandt angreb sted langs Frisland kyst. I 851 sendte vikingerne en ny flåde op ad Elben, belejrede nogle byer og satte ild til andre.
I 857 afstod kong Horik landet mellem Ejderen og havet til vikingehøvdigen Rorik.

## Handelsfred 873
I 873 fandtes to konger i Danmark: Sigfred og Halvdan. Sigfred sendte bud til Ludvig med anmodning om fred ved grænsen mellem danske og saksere for, at købmænd uhindret kunne færdes mellem folkene, og Halvdan sendte bud med anmodning om, at fred måtte blive svoret ved Ejderen.

## Blodbadet på frankerhæren 880
I 880 sejlede en vikingeflåde under højvande op ad Ejderen og rettede et angreb på den frankiske hær. Resultatet blev et blodbad, hvorved hertug Brune, to bisper og ni grever samt utallige andre blev dræbte.

## Henriks angreb 931
Omkring 934 foretog Henrik Fuglefænger et angreb på de danske grænseegne foranlediget af et forudgående dansk angreb på friserne. Det lykkedes Henrik at sejre, at gøre befolkningen skatskyldig samt at tvinge kongen, Gnupa, til at lade sig døbe. Omstændighederne omkring denne begivenhed er omstridte, men Gnupa var formentlig kun dansk konge over grænseegnene med Hedeby samt muligvis over dele af Vagrien og Holsten. Gnupa var gift med Asfrid, datter af Odinkar og havde sønnen Sigtryg, der også kaldtes konge. Under alle omstændigheder synes Danmark at være delt i et grænserige i Hedeby og resten med hovedsæde i Jelling.
I Jelling sad Gorm den Gamle formentlig som konge. Adam af Bremen har oplyst, at der, trods hans modstand, fandt missionsvirksomhed sted i Danmark under ærkebiskop Unni (død 936), og at sønnen Harald skulle være vunden for kristendommen og have muliggjort udsendelse af præster til kirker i Danmark.
Under Otto 1. lykkedes det at undertvinge slaverne. Da disse vedvarende gjorde oprør, lod Otto oprette fæstninger rundt om i slaverlandet. Han indsatte markgrever ved grænserne og havde grev Herman Billung i Sachsen, som lærte at tale dansk. Om omstændighederne herved oplyser Herman på forespørgsel fra hertug Vilhelm af Normandiet i 942, at "... de danske utallige gange have angrebet mig i mine borge og kæmpet imod mig; i et slag tog de mig til fange og førte mig til deres land, og således lærte jeg deres sprog mod min vilje." Disse begivenheder synes at have fundet sted omkring 940.

## Missionsvirksomhed
Først i 948 synes en mere aktiv missionsvirksomhed at have fundet sted i Danmark: dette år ordinerede ærkebiskop Adeldag bisper for Danmark: Hored for Slesvig, Liufdag for Ribe og Reginbrand for Århus. De var til stede ved et stort koncilium i Ingelheim i juni samme år, og forud havde paven ved et brev givet Hamborg-sædet myndighed over Norden og bemyndigelse for Adeldag til at udnævne bisper i Danmark. Omtrent samtidig oprettedes bispedømmer i slaviske områder: Havelberg i 946 og Brandenburg i 948. Denne udvikling skal formentlig ses som et led i de tyske bestræbelser på at udvide herredømmet til disse områder. Det var dog formentlig først noget senere, omkring 960, at kong Harald "gjorde danerne kristne". I 965 udstedte Otto 1. et immunitetsbrev på ærkebiskop Adeldags opfordring, hvorved tilstodes de tre bisper i Slesvig, Ribe og Århus og deres kirker fuld frihed for deres ejendom "in marca vel regno Danorum", fritagelse for alle afgifter til kejseren, for al indblanding fra de kejserlige grever og fogeder, og deres undergivne "servi et coloni" skulle kun være underlagte kirkernes egne fogeder.

## Tilbageslaget for kristendommen
Lige efter Otto 1.s død udbrød imidlertid oprøret. Harald førte et angreb frem mod Elben, men det lykkedes Otto 2. at fremtvinge en fred. I denne forbindelse oplyser Thietmar af Merseburg i 974, at kejseren besejrede "de oprørske danskere" ved at gennembryde den saksiske grænsevold og derefter opføre en grænseborg (måske Rendsborg). Efter mindre end ti år havde danskerne erobret borgen, dræbt forsvarerne og afbrændt fæstningen. Samtidig angreb obotriterfyrsten Mistivoj Nordalbingien og afbrændte Hamborg, desuden blev Havelberg og Brandenburg brændt af. Det lykkedes nu slaverne at frigøre sig fra den tyske kejsers herredømme, og dette førte til et frafald fra kristendommen. I 990 udbrød kampe med vagrier og obotritter, og Wagrien faldt tilbage til hedenskabet. Biskop Foleward i Starigard (Aldenburg) blev fordrevet under vendernes oprør, og Eccehard af Slesvig opholdt sig i år 1000 på en synode i Gandersheim og i Hildesheim 1001, 1007 og 1022 og vendte formentlig ikke tilbage inden sin død i 1026. Da han blev bebrejdet fraværet, svarede han: "mit bispedømmes område er plyndret med barbarisk grumhed, staden er øde, kirken tom, jeg har intet sæde."

## Grevskabet
I omkring 300 år foregik kampen om indførelse af kristendommen i Nordalbingien, men omkring år 1100 var forløbet bragt til afslutning. Ved oprettelsen af grevskabet Holsten i 1106 indledtes en ny periode.